# Šáša na odpis
Šáša na odpis (v anglickém originále Clown in the Dumps) je 1. díl 26. řady (celkem 553.) amerického animovaného seriálu Simpsonovi. Scénář napsal Joel H. Cohen a díl režíroval Steven Dean Moore. V USA měl premiéru dne 28. září 2014 na stanici Fox Broadcasting Company a v Česku byl poprvé vysílán 1. dubna 2015 na stanici Prima Cool.

## Děj
Šáša Krusty se objeví na komediální hostině Jeffa Rosse a Sarah Silvermanové a je jimi uražen. Žádá svého otce, rabína Krustofského, o radu, zda je vtipný. Rabín odpoví, že si vždycky myslel, že Krusty je „Eh…“, nicméně zemře uprostřed věty, těsně předtím, než se chystá Krustymu říct, co si o jeho komedii opravdu myslí. Poslední otcova slova se zdají být pohrdavá a Krusty se domnívá, že už nikomu nepřipadá vtipný, a tak ukončí svou show. 
Bart se pokouší Krustyho znovu inspirovat tím, že mu ukazuje staré epizody pořadu, ale ten si všimne opakování svých vlastních vtipů a ve vzteku se opije. Omdlí a má vizi sebe sama v židovském nebi, kde se setká s Rodneym Dangerfieldem. Poté se objeví rabín Krustofsky a připomene Krustymu, že Židé v nebe nevěří, a proto by měl více pomáhat ostatním. Zdá se, že skutek laskavosti Krustyho nepotěší, ale Bart ho vezme do synagogy, kde oblíbený rabín přednáší Krustymu vtipy o náboženství. Krusty proto usoudí, že jeho otec ho skutečně považoval za vtipného, a znovu ho spatří v židovském nebi, kde Ježíš promění Dangerfieldovu vodu v Bloody Mary. 
Mezitím se Líza stává kvůli smrti Krustyho otce posedlou ochranou vlastního otce Homera před jakýmkoliv zraněním. Zabalí ho do bublinkové fólie, což mu nakonec zachrání život, když Ottův školní autobus vjede do zahrady Simpsonových. Nakonec Marge a Bart Líze domluví – řeknou jí, že je sice hezké, že se o svého otce stará, ale že by neměla Homera nutit, aby se šetřil, a měla ho nechat prostě žít jeho život.

## Produkce
V říjnu 2013 na konferenci k propagaci 25. řady seriálu producent Al Jean řekl, že v tomto dílu zemře jedna z hlavních postav. Uvedl, že tato postava se v seriálu objevila více než dvakrát a bude namluvena hercem oceněným cenou Emmy, který za roli této postavy získal cenu Emmy. Později téhož měsíce, po smrti Marcii Wallaceové, bylo potvrzeno, že to nebude její postava, Edna Krabappelová. Dabér Hank Azaria, mezi jehož role patří Apu Nahasapeemapetilon a Vočko Szyslak, prohlásil, že to nebude žádná z jeho postav. Na Comic-Conu 2014 se ukázalo, že to nebude Homer, ačkoli se objevila scéna, ve které se Líza obává o Homerovo zdraví.
V červenci 2014, když Jean oznámil název epizody na letním turné Asociace televizních kritiků, několik zpravodajských serverů pojalo podezření, že Šáša Krusty bude zabit. Jean později vyprávěl o svém překvapení z této teorie: „Říkal jsem si: ‚Cože?‘ Na dně neznamená, že jsi mrtvý. Znamená to, že jsi smutný. Myslel jsem si, že je to tak jasné. Byl bych blázen, kdybych Krustyho zabil. Všichni tu postavu milují.“. O dílu řekl: „Ukázalo se, že je větší, než jsme si mysleli. Nebude to taková krvavá lázeň, kde se všichni vyvraždí.“.
Jean potvrdil, že je otevřená možnost, aby si Jackie Mason zopakoval svou roli rabína Krustofského ve snech nebo retrospektivě, a že Krusty se stane velkorysejší postavou s vědomím, že jeho otec obdivuje jeho práci. Po epizodě Simpsorama později v řadě, která naznačovala, že Ralph Wiggum zemře v roce 2017, Jean řekl časopisu Entertainment Weekly, že se „poučil (ze smrti) rabína Krustofského", a proto už v seriálu nebudou žádná další úmrtí. Poprvé od tohoto dílu se rabín Krustofsky objevil v epizodě 28. řady Ukradené Vánoce šáši Krustyho, vysílané v prosinci 2016, když Krusty zažil téměř smrt při křtu v ledové vodě kvůli své konverzi ke křesťanství. Jackie Mason postavu namlouval až do své smrti 23. července 2021. 
Kromě Masona v epizodě hostovali Jeff Ross a Sarah Silvermanová. Maurice LaMarche namluvil jak televizního kritika, tak zesnulého komika Rodneyho Dangerfielda, který sám v seriálu hostoval v epizodě Burnsovy otcovské lapálie z roku 1996. Kelsey Grammer si zopakoval svou roli Leváka Boba ve scéně, kde se hádá se svým nástupcem v Krustyho show, Melem. David Hyde Pierce, jenž se předtím objevil jako Bobův bratr Cecil, měl cameo jako on sám, který vystupoval v roli Felixe ve filmu Podivný pár.
Gaučový gag v epizodě byl dílem surrealistického animátora Dona Hertzfeldta, nominovaného na Oscara, kterého do pořadu doporučil Mike B. Anderson. Zobrazuje Homera, který se pomocí dálkového ovladače cestujícího časem vrátí do svého původního modelu postavy z roku 1987 a pak se omylem dostane do vzdálené budoucnosti, do inkarnace seriálu s názvem Sampsonovi, kde se on a jeho rodina vyvinuli v groteskní, nemyslící mutanty hlásající hlášky. Jean to považoval za „šílenější, než jsme si mysleli“ a „nejšílenější, co jsme kdy udělali“.

## Přijetí
Carey Bodenheimer ze CNN napsal, že „místo toho, aby se vzdali mikrofonu a usnuli na vavřínech, zahájili Simpsonovi 26. řadu ohromující úvodní sekvencí v režii Dona Hertzfeldta a pak dokázali, že ve světě, kde seriály mohou po několika dílech vyhořet, mají Simpsonovi, kteří měli premiéru v roce 1989, v komediálním arzenálu ještě spoustu vtipů“.
Časopis Time napsal: „I když Šáša na odpis není klasikou na úrovni Jaký otec, takový klaun ze 3. řady, přesto byl vhodným, milým zakončením příběhu Hymana a Herschela.“. TV Fanatic udělil epizodě 4 hvězdičky z 5 a napsal: „26. řada Simpsonových začíná s velkým třeskem, se spoustou smíchu, a dokonce i s několika sentimentálními momenty.“.
Tony Sokol z Den of Geek udělil epizodě 4 hvězdičky z 5 a komentoval ji slovy: „Šáša na odpis možná není nyní považován za klasickou epizodu, ale po několika letech, až se na ni podíváme znovu v syndikaci, pravděpodobně příští rok na FXX, její význam vzroste. Je to srdečný díl, který skutečně přináší smích. Smutnou stránkou epizody pro mě byl hlas Jackieho Masona, který zní velmi unaveně.“.
Paste udělil epizodě hodnocení 7,1 a dospěl k závěru: „V dnešní době mohou být Simpsonovi trefou do černého a nic nezaručovalo úspěch epizody Šáša na odpis. Nicméně i když smrt postavy byla povrchní a rabín Krustofsky se ve více než 550 epizodách objevil jen několikrát, stále se jednalo o zábavnou, solidní půlhodinu televizního vysílání. Nic zvláštního – opravdu to byla jen další Krustyho epizoda, a ne nejlepší Krustyho epizoda. Přesto 26. řada Simpsonových začala poněkud na vysoké úrovni. Dobré časy nesmrtelného výtvoru Matta Groeninga pokračují.
The A.V. Club udělil dílu hodnocení C s komentářem: „Čerstvě po létě simpsonovské mánie, díky fenomenálně úspěšnému maratonu všech epizod na FXX, se Simpsonovi vracejí do své 26. série s nevýraznou, antiklimatickou premiérou, jejíž přeplácaná camea a rádoby smrt velkých postav neznamenají o moc víc než rozpačité potvrzení, že nejlepší dny jsou skutečně dávno pryč.“. Server IGN ohodnotil epizodu známkou 5,8 a dospěl k závěru, že „mezi antiklimatickou smrtí a zbytečným konfliktem nezačali Simpsonovi 26. řadu tou správnou nohou“.
Vedoucí producent Al Jean reagoval, že epizoda byla přehnaně propagována a že citát, který mu byl připisován, nikdy nepronesl – prý byl citován, že zemře „ikonická“ postava, zatímco ve skutečnosti řekl, že zemře „milovaná“ postava.
Epizoda byla původně vysílána na stanici Fox ve Spojených státech 28. září 2014 jako premiéra 26. řady Simpsonových a během tohoto vysílání ji sledovalo přibližně 8,53 milionu lidí. V demografické skupině diváků ve věku 18–49 let získal díl rating 3,9 podle agentury Nielsen (o 34 % více než při premiéře předchozí řady) a 11% podíl. Ten večer se Simpsonovi stali druhým nejsledovanějším pořadem v demografické skupině 18–49 na stanici Fox, skončili s vyšším ratingem než Brooklyn 99, ale s nižším ratingem než epizoda Griffinových Griffinovi ve Springfieldu, speciální hodinová crossoverová epizoda se Simpsonovými. Simpsonovi však byli nejsledovanějším pořadem v řadě z hlediska celkové sledovanosti.